# Kroje
Kroje (danh từ số ít: kroj) là trang phục truyền thống của người Séc và người Slovakia. Các buộc khăn choàng và khăn quàng cổ trên đầu mang đậm dấu ấn nghệ thuật Gothic. Những nếp gấp tinh xảo và cổ áo ren rất tiêu biểu cho nghệ thuật thời kỳ Phục hưng. Từ những chiếc váy hình chuông phong cách Baroque đến những hoa văn tinh xảo của người Slav, tất cả những chi tiết ấy đã khắc họa được con đường phát triển khá phức tạp về truyền thống của hai đất nước Séc và Slovakia.
Trang phục Kroje có nhiều biến thể với họa tiết trang trí và màu sắc điển hình cho từng khu vực.
Phân loại kroje gồm ba loại cơ bản:
1. kroje đơn giản, được sử dụng trong cuộc sống hàng ngày. Trang phục trông rất giống nhau ở tất cả các vùng.
2. kroje mặc trong lễ kỷ niệm, được sử dụng cho các thánh lễ Chủ nhật.
3. kroje mặc trong đám cưới - chỉ có cô dâu hoặc chú rể sử dụng trang phục này.

Hiện nay Kroje không được người dân ở Séc và Slovakia mặc hàng ngày nữa. Chỉ trong các dịp lễ, người ta mới mặc chúng để giữ gìn bản sắc văn hóa từ lâu đời.

## Một số hình ảnh

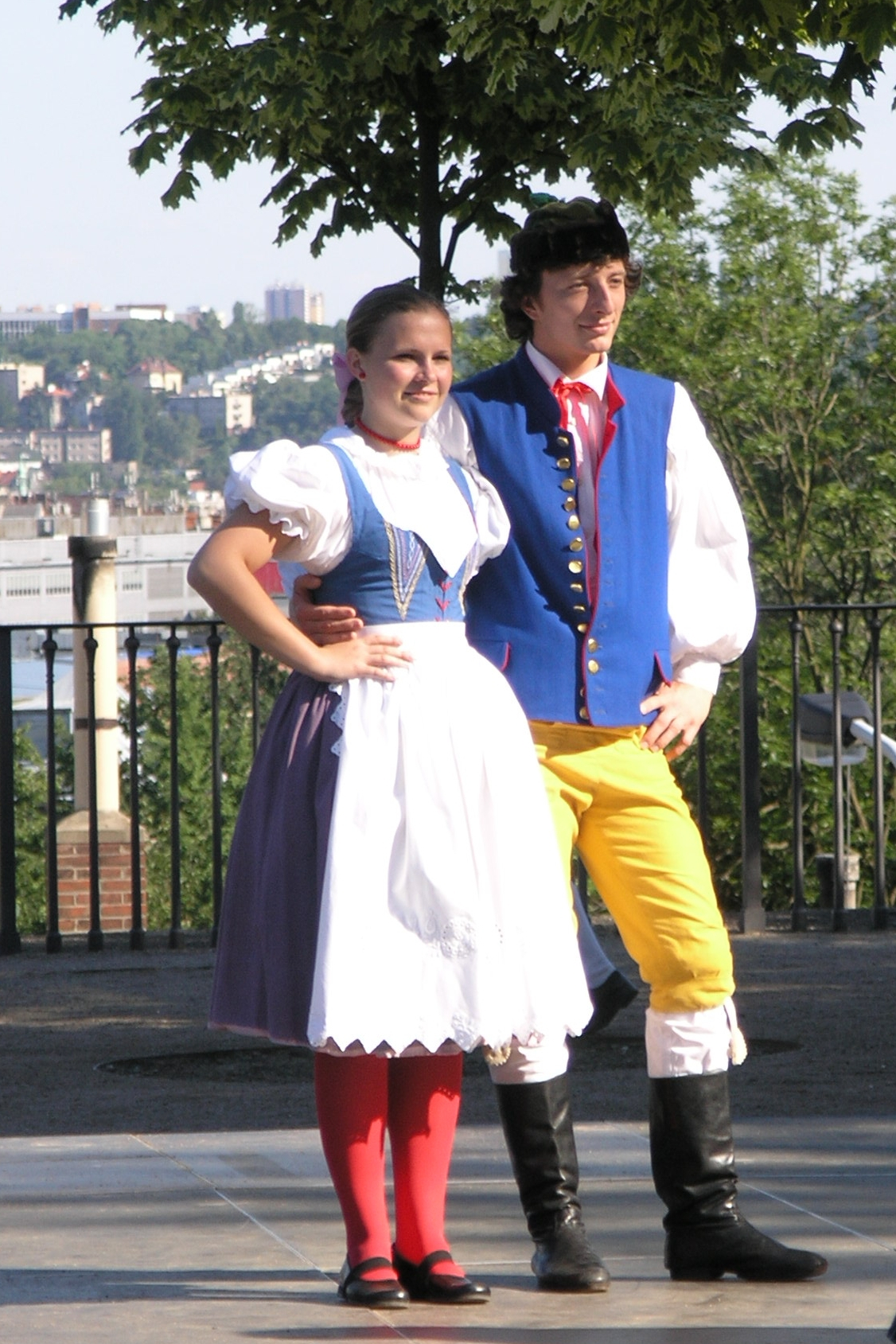
Một cặp đôi mặc trang phục kroj Bohemia tại Prácheňsko
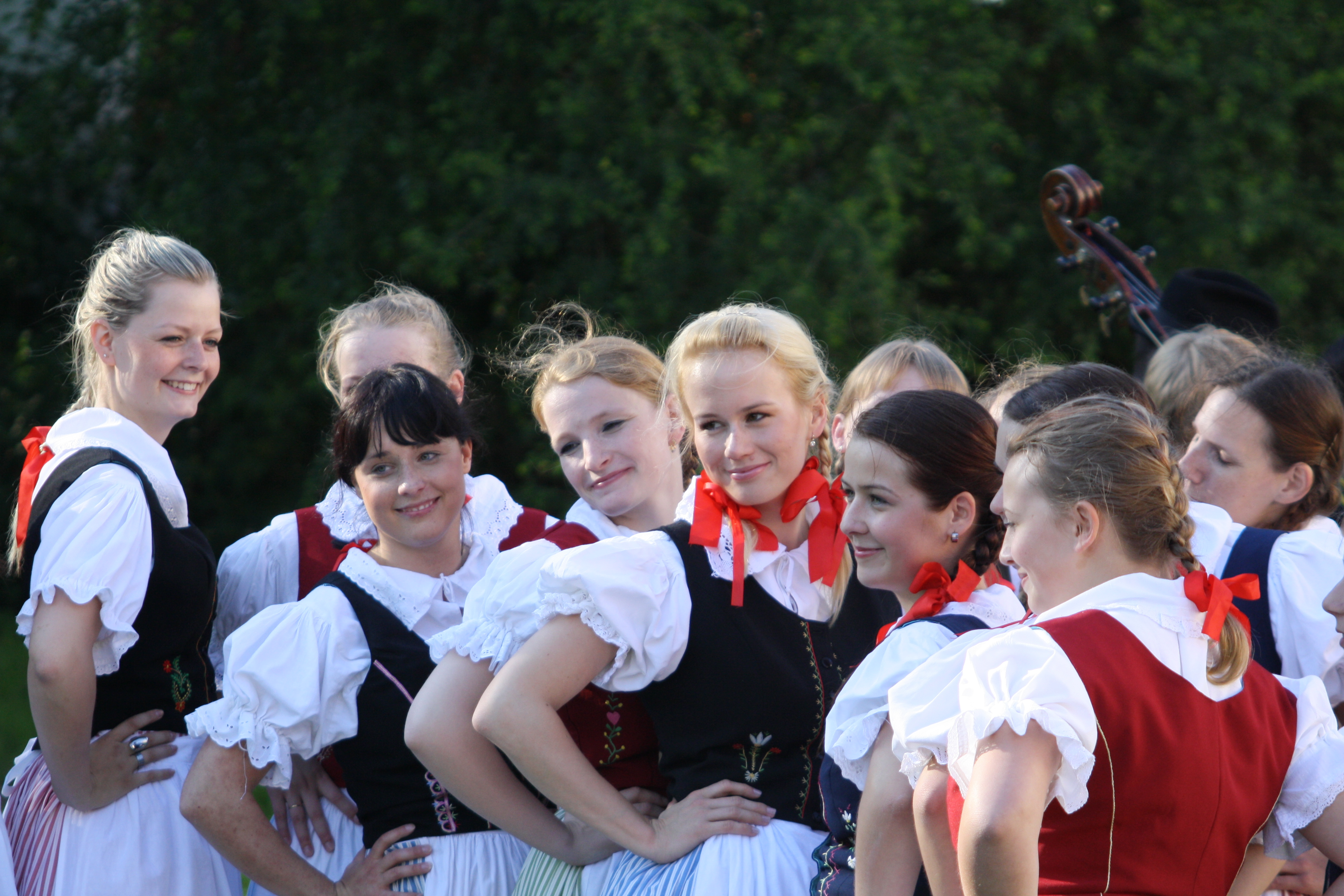
Kroje từ vùng Horácko , Cộng hòa Séc
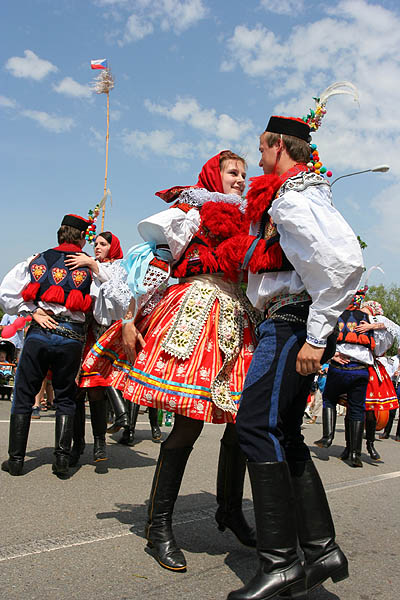
Trang phục truyền thống kroje ở Vlčnov, vùng đất Moravia, Cộng hòa Séc
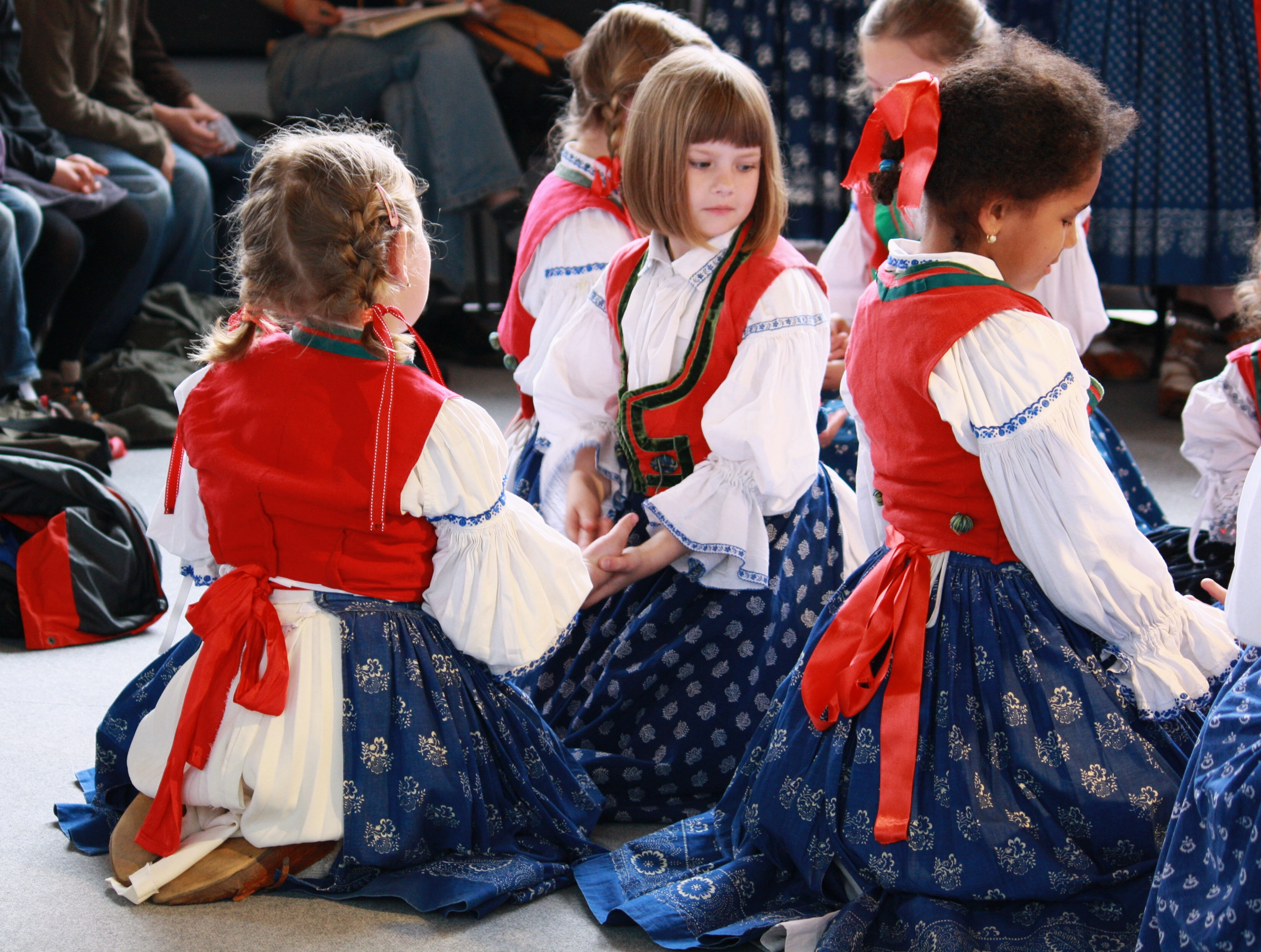
Trang phục Kroj ở vùng Moravian Wallachia
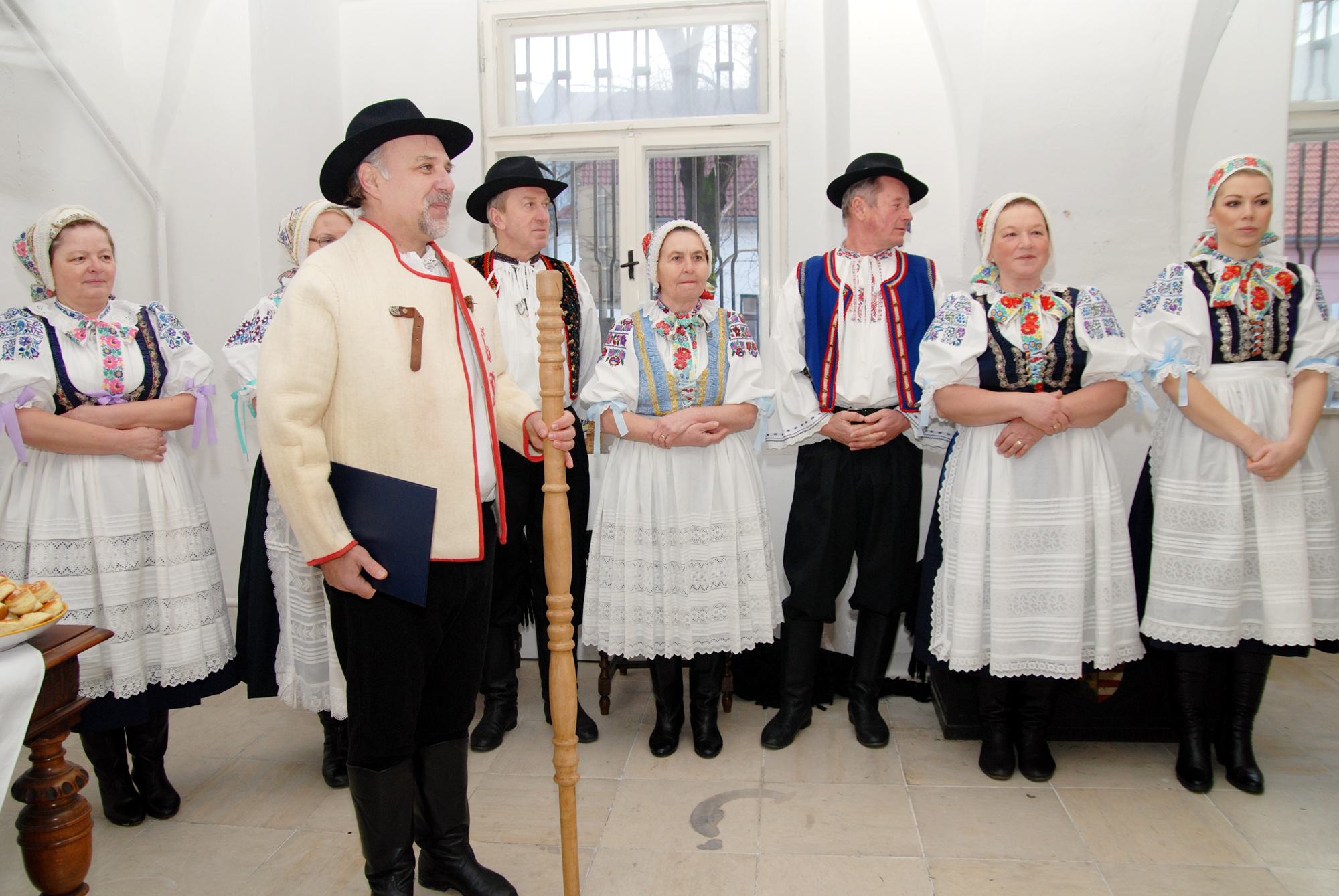
Trang phục truyền thống của Slovakia
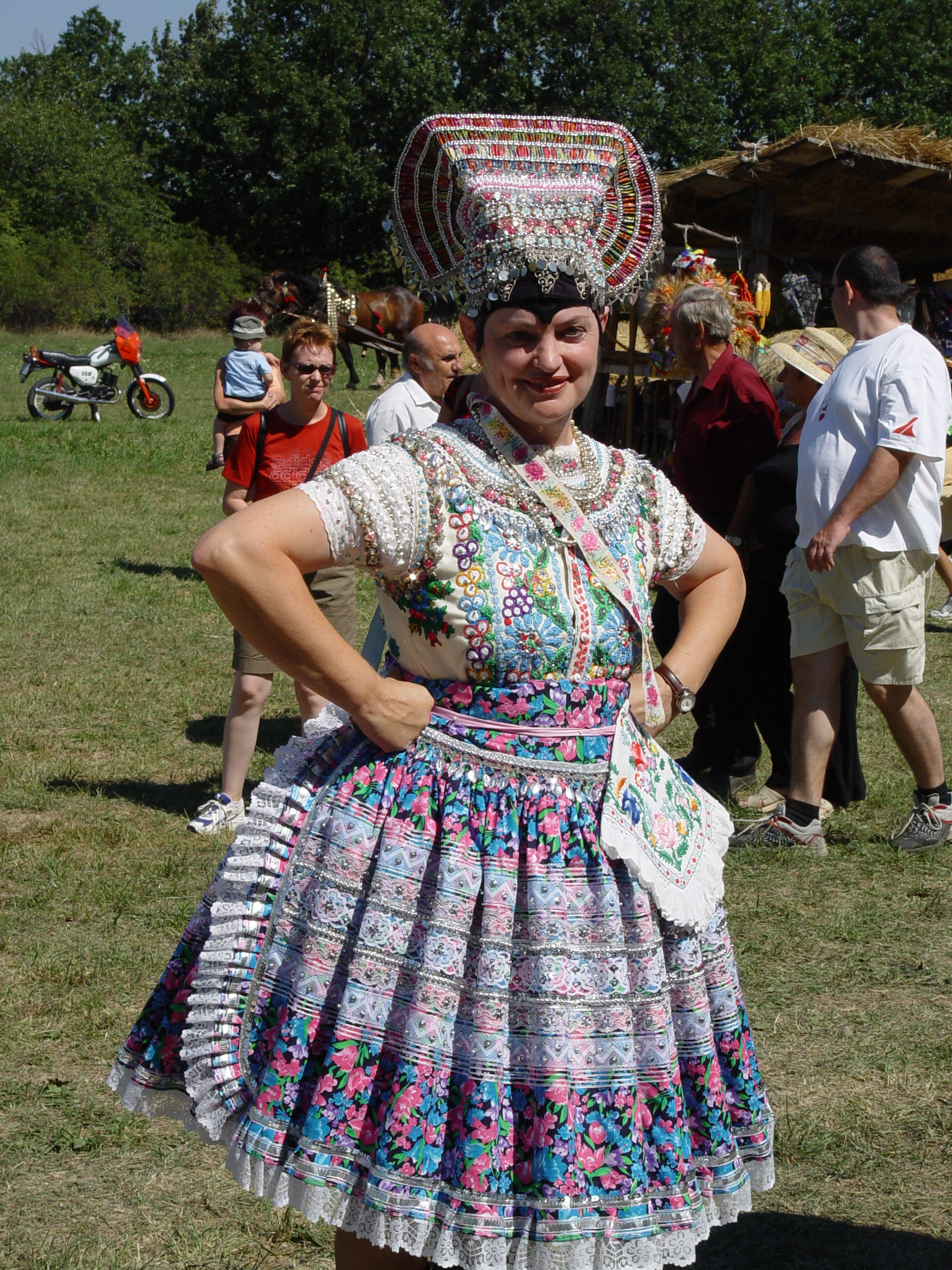
Trang phục Kroj ở hạt Hont, Slovakia